# Breitkopfbaumratte
Die Breitkopfbaumratte (Chiruromys lamia) ist ein Nagetier aus der Gattung Chiruromys, das auf Neuguinea vorkommt. Die Rattenart ist endemisch in den tropischen Regenwäldern des Owen-Stanley-Gebirges in Südost-Neuguinea. Dieses Tier lebt auf Bäumen. Sie sieht der Großen Baumratte (C. forbesi) ähnlich, ist aber viel kleiner. Die  Kleine Baumratte (C. vates) erreicht ungefähr dieselbe Größe, hat aber ein rötliches Fell und spitze Ohren. Die Kopf-Rumpflänge beträgt 97 bis 120 mm, die Schwanzlänge 147 bis 172 mm, die Hinterfußlänge 23,6 bis 24,4 mm, die Ohrenlänge 17,1 bis 19,8 mm und das Gewicht 40,5 bis 56 Gramm. 

## Weblink
- Chiruromys lamia in der Roten Liste gefährdeter Arten der IUCN 2013.2. Eingestellt von: Leary, T., Wright, D., Hamilton, S., Singadan, R., Menzies, J., Bonaccorso, F., Helgen, K., Seri, L., Allison, A. & Aplin, K., 2008. Abgerufen am 31. Dezember 2013.